# Самсън
„Самсън“ (Samson) е британска хардрок група, създадена през 1977 г. от китариста Пол Самсън.
Най-известни са с първите си три албума, с участието на вокала на Айрън Мейдън Брус Дикинсън и барабаниста Тъндърстик, който на концерти носел кожена маска и свирел в метална клетка. Клиф Бър също е бил член на групата. Групата се разпада със смъртта на Пол Самсън на 9 август 2002 г. (починал от рак). На 9 януари 2007 г. умира и басиста Крис Ейлмър, след дългогодишна борба с рак на гърлото. Групата участва в късометражния филм „Бицепс от стомана“ от 1980 г. В него са включени две видеа на групата с обща продължителност около 15 минути.

## Дискография

### Студийни албуми
- Survivors (1979)
- Head On (1980)
- Shock Tactics (1981)
- Before the Storm (1982)
- Don't Get Mad, Get Even (1984)
- Joint Forces (1986) – Paul Samson solo album
- Head Tactics (1986)
- And There It Is (1988) – rereleased as 1988 in 1993
- Refugee (1990)
- Samson (1993)
- Test of Time (1999)

### Лайф албуми
- Thank You and Goodnight (1985)
- Live at Reading 1981 (1990)
- Live at the Marquee (1994)
- The BBC Sessions (1997)
- Metal Crusade (1999)
- Live in London 2000 (2001)
- Live: The Blues Nights (2002)

### Компилации
- Last Rites (1984)
- Pillars of Rock (1990)
- Burning Emotion (1995)
- The Masters (1998)
- Past, Present, and Future (1999)
- Test of Time (1999)
- There and Back (2001)
- Riding with the Angels – The Anthology (2002)